# 자기남성애
자기남성애(自己男性愛, autoandrophilia)란 자신이 남성의 몸을 가지는 것에 성적인 흥분을 느끼는 것을 가리킨다. 

## 같이 보기
- 남장
- 트랜스남성
- 블랜차드의 성전환증 유형론
- 자기여성애